# Thalatha ioleuca
Thalatha ioleuca là một loài bướm đêm trong họ Noctuidae.